# مسار فوسفات البنتوز

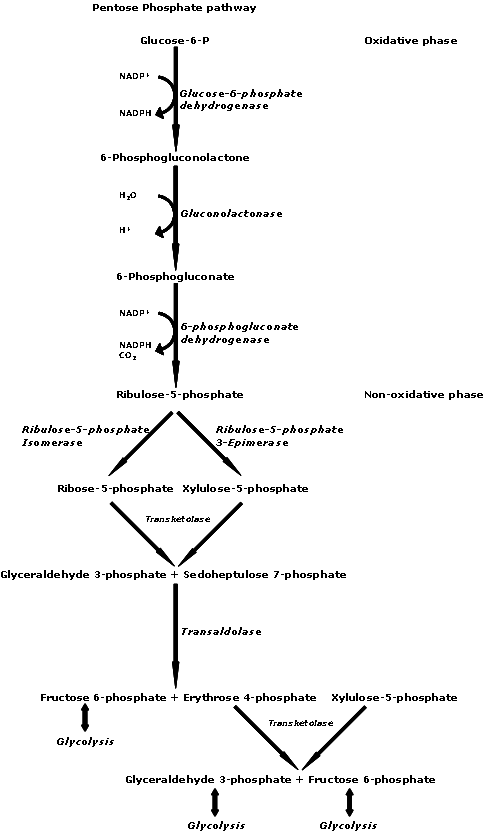
مسار فسفات البنتوز

مسار فوسفات البنتوز أو دورة فوسفات البنتوز (بالإنجليزية: pentose phosphate pathway) أو (بالإنجليزية: phosphogluconate pathway) أو (بالإنجليزية: hexose monophosphate shunt) أو (بالإنجليزية: HMP pathway) اختصارا هي العملية الكيمائية التي يتم من خلالها تكوين البنتوزات أو السكريات خماسية الكربون.
أهمية مسار فوسفات البنتوز تنبع من أنه عملية أساسية في التمثيل الغذائي للكائنات الحية، من نبات وحيوان. فهذا المسار يشكل إمكانية استفادة الجسم من الكربوهيدرات التي يتغذى بها، مثل التمثيل الغذائي للجلوكوز عن طريق تكوين المادة المختزلة NADPH .
علاوة على ذلك يساعد في تحويل الكربوهيدرات المختلفة إلى مواد أخرى. تلك العمليات تجري في العصارة الخلوية للخلايا، وفي النباتات تجري أيضا في البلاستيدات الخضراء (كلوروبلاست).

## المسار والنواتج
مسار فوسفات البنتوز هو جزء من التمثيل الغذائي الذي يتم في الكائنات الحية.
فعن طريقه يتم استهلاك الكربوهيدرات في الجسم، ويتم تحول الجلوكوز إلى المادة المختزلة NADPH . علاوة على ذلك فإن مسار فوسفات البنتوز يؤدي إلى إنتاج الكربوهيدرات في النبات، وإنتاج العصارة الخلوية (Zytosol) في الخلايا وكذلك البلاستيدات الخضراء.
ينتج مسار فوسفات البنتوز ينتج مركبات مهمة خلال التمثيل الغذائي وهي :
الكوانزيم NADPH , وهو بدوره يعمل كناقل للالكترونات، وهذا الكوانزيم متخصص غالبا في العمليات البناء ومن بينها :
صناعة الأحماض الدهنية، الكلسترول...
السكريات خماسية الكربون : فانها تدخل في تكوين النيكليوتيدات

## المراحل

### المرحلة المؤكسدة
في هذه المرحلة اثنان من ال +NADP يمرون بعملية الاختزال ويتحولون إلى NADPH. طاقة هذه العملية الكيميائية تأتي من تحويل سداسي الكلوكز فوسفات إلى خماسي البينتوز فوسفات.

## اقرأ أيضا
- ريبوز 5-فوسفات
- ريبوز